# La Chute (film, 1959)
Pour les articles homonymes, voir Chute.
Pour plus de détails, voir Fiche technique et Distribution.
La Chute (titre original : La caída) est un film argentin réalisé par Leopoldo Torre Nilsson et sorti en 1959.

## Synopsis
Albertina, jeune femme bien élevée et sensible, entre comme gouvernante et comme garde-malade auprès d'une famille plutôt inhabituelle. Depuis le décès du père, la mère, atteinte d'un choc psychique, ne quitte plus le lit. Ses quatre enfants, dépourvus d'éducation et totalement indisciplinés, souhaitent comme un fait naturel la mort de celle-ci. Une obscure compassion entraîne toutefois Albertina à protéger ces enfants. La vieille demeure où elle vit et travaille possède une chambre singulièrement condamnée, celle de l'oncle Lucas, personnage auréolé d'un prestige énigmatique. Albertina rencontre alors un séduisant avocat qui essaye de l'arracher à cette étrange maison et ses gosses turbulents. Mais Albertina ressent son hypothétique départ comme un délit de fuite. Un jour, pourtant, le drame survient : les enfants, cruels, ont enfermé leur mère agonisante dans sa chambre, sans appeler un médecin. À la suite de cet événement tragique, Albertina culpabilise et veut continuer, coûte que coûte, à s'occuper des quatre enfants. L'arrivée de l'étrange oncle Lucas provoquera pourtant sa fuite…

## Fiche technique
- Titre du film : La Chute
- Titre original : La caída
- Réalisation : Leopoldo Torre Nilsson
- Scénario : L. Torre Nilsson, Beatriz Guido (es) d'après son roman
- Photographie : Alberto Etchebehere - Noir et blanc 1,66 : 1
- Musique : Juan Carlos Paz
- Décors : Emilio Rodriguez Mentasti, J. J. Saavedra
- Montage : Jorge Garate
- Production : Argentina Sono Film SACI
- Pays de production :  Argentine
- Durée : 84 minutes
- Date de sortie : 26 février 1959, distribué en France le 1er avril 1970

## Distribution
- Elsa Daniel (es) : Albertina
- Duilio Marzio : José María Indarregui, l'avocat
- Lautaro Murúa : l'Oncle Lucas
- Lydia Lamaison : Marta
- Hebe Marbec : Laura
- Mariela Reyes

## Commentaire
- La caida (La Chute) - comme Graciela (1956), La Maison de l'ange (1957) et ultérieurement La mano en la trampa (1961) - apparaissent comme les multiples variations de Torre Nilsson sur un thème identique : « une jeune fille à la fin d'une adolescence - dont elle sort comme d'une prison - se heurte à une réalité insoupçonnée, parce que, pour elle, insoupçonnable [...] (les quatre films ont la même vedette : Elsa Daniel). »[1] Le réalisateur argentin « expose la prise de contact d'une jeune fille avec un milieu périmé. »[2]
- « De La caida, je réponds d'ordinaire qu'elle montre les conséquences d'une enfance à l'éducation anarchique ; et d'autre part, une adolescence pleine de principes livresques, typique de l'homme argentin qui prétend limiter les aspirations de la femme et ne lui présenter qu'un faux monde idéalisé. Un univers de non-communication qui dérive vers la solitude et l'échec », déclare Leopoldo Torre Nilsson[3].
- De surcroît, avec les personnages de Beatriz Guido et Torre Nilsson, « se fait jour une inquiétante mise en évidence du mal provoqué par une éducation asexuée, hostile au sexe ou simplement falsificatrice des impulsions sexuelles. »[4] Torre Nilsson dit à ce propos : « Pour la jeune fille argentine tout apparaît déformé, tout est horreur. L'aboutissement suprême de l'amour c'est le baiser. [...] aussi toute initiation sexuelle est-elle atroce. Pour l'homme argentin, en revanche, tout est simple, sexuel, réel ou du moins sans problème... lorsque l'homme et la femme se rencontrent, lorsque leurs deux mondes s'affrontent c'est inévitablement le drame, le malentendu, la catastrophe. »[5]
- Albertina, l'héroïne de La caida, c'est donc l'incarnation d'une naïve pureté : « l'adolescente au sortir de sa chrysalide offerte au brutal réveil de la réalité sordide. Elle s'avance armée de la seule morale inculquée par une tradition puritaine et tiraillée déjà par les aspirations de l'absolu. »[4]
- L'avocat qu'elle rencontre ne lui offre pour tout amour « que la torpeur du mariage bourgeois. »[4] L'oncle Lucas symbolise, au contraire, la sexualité brute : « l'autre face du miroir qui révolte Albertina autant que les pantoufles conjugales. »[4] Quant aux enfants, ils représentent l'être humain sans défense, ignorant le mal. Ce sont, en fait, « des êtres bruts ; sur qui se réfléchit le mal ambiant extérieur. »[4]
- Trois facettes de l'humanité sont ainsi dessinées puis exposées dans leurs interférences par le réalisateur. « Leur conflit et leur déchirement provoque les mêmes symptômes dans l'innocence fragile de l'héroïne, saisie dans une solitude rendue plus sensible par sa situation d'étrangère. »[4] Albertina (Elsa Daniel) n'a donc qu'une solution : « fuir cette insupportable et inacceptable réalité. »[4]